# Wheelchair Tennis Masters
Das Wheelchair Tennis Masters gilt neben den Grand-Slam-Turnieren als das wichtigste Tennisturnier im Rollstuhltennis. Das letzte bedeutende Turnier des Jahres findet seit 1994 an wechselnden Orten statt.
Die erste Austragung 1994 fand in Eindhoven statt und umfasste lediglich ein Damen- und Herrenfeld der Paraplegiker. Seit 2000 wird auch ein Doppelwettbewerb in dieser Klasse ausgetragen, der jedoch nicht immer am selben Ort wie das Einzelturnier stattfindet. 2003 kam der Doppelwettbewerb der Quadriplegiker hinzu, die seit 2004 auch einen Wettbewerb im Einzel austragen.
Das achtköpfige Starterfeld im Einzel setzt sich zusammen aus den acht am besten platzierten Spielern der Weltrangliste und im Doppel dementsprechend aus den vier bestplatzierten Teams der Doppelrangliste. Die Spieler bzw. Doppelpaare spielen in Gruppen nach dem Round-Robin-Prinzip gegeneinander, die Bestplatzierten ziehen ins Halbfinale bzw. ins Finale ein.

## Siegerliste

### Einzel

#### Männer
| Austragungsort | Jahr | Sieger                                       | Finalgegner                                  | Ergebnis                                     |
| -------------- | ---- | -------------------------------------------- | -------------------------------------------- | -------------------------------------------- |
| Arnhem         | 2024 | Tokito Oda (2)                               | Gordon Reid                                  | 2:6, 6:0, 6:2                                |
| Barcelona      | 2023 | Alfie Hewett (3)                             | Gustavo Fernández                            | 4:6, 6:1, 6:3                                |
| Oss            | 2022 | Tokito Oda (1)                               | Alfie Hewett                                 | 6:4, 6:3                                     |
| Lake Nona      | 2021 | Alfie Hewett (2)                             | Gustavo Fernández                            | 7:66, 4:6, 6:4                               |
| Lake Nona      | 2020 | Keine Austragung wegen der COVID-19-Pandemie | Keine Austragung wegen der COVID-19-Pandemie | Keine Austragung wegen der COVID-19-Pandemie |
| Lake Nona      | 2019 | Joachim Gérard (4)                           | Alfie Hewett                                 | 6:3, 6:2                                     |
| Lake Nona      | 2018 | Joachim Gérard (3)                           | Shingo Kunieda                               | 6:1, 6:75, 6:3                               |
| Loughborough   | 2017 | Alfie Hewett (1)                             | Gordon Reid                                  | 6:3, 6:2                                     |
| London         | 2016 | Joachim Gérard (2)                           | Gordon Reid                                  | 4:6, 6:4, 6:4                                |
| London         | 2015 | Joachim Gérard (1)                           | Shingo Kunieda                               | 7:5, 2:6, 6:3                                |
| London         | 2014 | Shingo Kunieda (3)                           | Nicolas Peifer                               | 6:1, 6:1                                     |
| Mission Viejo  | 2013 | Shingo Kunieda (2)                           | Joachim Gérard                               | 6:0, 7:69                                    |
| Mechelen       | 2012 | Shingo Kunieda (1)                           | Maikel Scheffers                             | 6:2, 4:6, 6:2                                |
| Mechelen       | 2011 | Stéphane Houdet                              | Maikel Scheffers                             | 6:4, 7:62                                    |
| Amsterdam      | 2010 | Stefan Olsson (2)                            | Stéphane Houdet                              | 6:4, 7:5                                     |
| Amsterdam      | 2009 | Maikel Scheffers                             | Robin Ammerlaan                              | 2:6, 6:4, 6:2                                |
| Amsterdam      | 2008 | Stefan Olsson (1)                            | Robin Ammerlaan                              | 6:3, 4:6, 6:3                                |
| Amsterdam      | 2007 | Robin Ammerlaan (6)                          | Michaël Jeremiasz                            | 7:68, 5:7, 6:0                               |
| Amsterdam      | 2006 | Robin Ammerlaan (5)                          | Shingo Kunieda                               | 7:62, 7:65                                   |
| Amersfoort     | 2005 | Robin Ammerlaan (4)                          | Michaël Jeremiasz                            | 6:2, 6:3                                     |
| Amersfoort     | 2004 | David Hall (2)                               | Michaël Jeremiasz                            | 6:2, 6:4                                     |
| Amersfoort     | 2003 | Robin Ammerlaan (3)                          | Stephen Welch                                | 6:3, 6:4                                     |
| Amersfoort     | 2002 | David Hall (1)                               | Robin Ammerlaan                              | 2:6, 6:3, 6:4                                |
| Amersfoort     | 2001 | Ricky Molier (2)                             | Robin Ammerlaan                              | 6:0, 6:71, 6:1                               |
| Amersfoort     | 2000 | Robin Ammerlaan (2)                          | Ricky Molier                                 | 7:69, 6:1                                    |
| Eindhoven      | 1999 | Robin Ammerlaan (1)                          | Martin Legner                                | 7:5, 6:1                                     |
| Eindhoven      | 1998 | Ricky Molier (1)                             | Laurent Giammartini                          | 7:5, 7:5                                     |
| Eindhoven      | 1997 | Kai Schrameyer                               | Stephen Welch                                | 4:6, 7:5, 6:0                                |
| Eindhoven      | 1996 | Stephen Welch                                | Laurent Giammartini                          | 6:2, 2:6, 6:4                                |
| Eindhoven      | 1995 | Laurent Giammartini                          | Randy Snow                                   | 7:5, 4:6, 6:4                                |
| Eindhoven      | 1994 | Randy Snow                                   | Stephen Welch                                | 6:2, 6:4                                     |

#### Frauen
| Austragungsort | Jahr | Siegerin                                     | Finalgegnerin                                | Ergebnis                                     |
| -------------- | ---- | -------------------------------------------- | -------------------------------------------- | -------------------------------------------- |
| Arnhem         | 2024 | Yui Kamiji (2)                               | Aniek van Koot                               | 0:6, 6:4, 6:4                                |
| Barcelona      | 2023 | Diede de Groot (6)                           | Yui Kamiji                                   | 1:6, 6:1, 6:4                                |
| Oss            | 2022 | Diede de Groot (5)                           | Yui Kamiji                                   | 6:2, 6:2                                     |
| Lake Nona      | 2021 | Diede de Groot (4)                           | Yui Kamiji                                   | 6:3, 2:6, 6:2                                |
| Lake Nona      | 2020 | Keine Austragung wegen der COVID-19-Pandemie | Keine Austragung wegen der COVID-19-Pandemie | Keine Austragung wegen der COVID-19-Pandemie |
| Lake Nona      | 2019 | Diede de Groot (3)                           | Yui Kamiji                                   | 6:2, 6:3                                     |
| Lake Nona      | 2018 | Diede de Groot (2)                           | Yui Kamiji                                   | 6:3, 7:5                                     |
| Loughborough   | 2017 | Diede de Groot (1)                           | Yui Kamiji                                   | 7:5, 6:4                                     |
| London         | 2016 | Jiske Griffioen (3)                          | Yui Kamiji                                   | 6:4, 6:4                                     |
| London         | 2015 | Jiske Griffioen (2)                          | Sabine Ellerbrock                            | 6:2, 6:2                                     |
| London         | 2014 | Aniek van Koot (1)                           | Jiske Griffioen                              | 3:6, 6:4, 6:1                                |
| Mission Viejo  | 2013 | Yui Kamiji (1)                               | Jiske Griffioen                              | 7:63, 3:6, 6:4                               |
| Mechelen       | 2012 | Jiske Griffioen (1)                          | Aniek van Koot                               | 6:2, 6:2                                     |
| Mechelen       | 2011 | Esther Vergeer (14)                          | Aniek van Koot                               | 6:1, 6:2                                     |
| Amsterdam      | 2010 | Esther Vergeer (13)                          | Daniela Di Toro                              | 6:2, 6:1                                     |
| Amsterdam      | 2009 | Esther Vergeer (12)                          | Korie Homan                                  | 2:6, 7:65, 6:2                               |
| Amsterdam      | 2008 | Esther Vergeer (11)                          | Korie Homan                                  | 6:2, 3:6, 6:0                                |
| Amsterdam      | 2007 | Esther Vergeer (10)                          | Korie Homan                                  | 6:3, 6:4                                     |
| Amsterdam      | 2006 | Esther Vergeer (9)                           | Sharon Walraven                              | 6:1, 6:2                                     |
| Amersfoort     | 2005 | Esther Vergeer (8)                           | Florence Gravellier                          | 6:4, 6:2                                     |
| Amersfoort     | 2004 | Esther Vergeer (7)                           | Jiske Griffioen                              | 6:2, 6:0                                     |
| Amersfoort     | 2003 | Esther Vergeer (6)                           | Sharon Walraven                              | 6:1, 6:3                                     |
| Amersfoort     | 2002 | Esther Vergeer (5)                           | Sonja Peters                                 | 4:6, 6:4, 7:63                               |
| Amersfoort     | 2001 | Esther Vergeer (4)                           | Maaike Smit                                  | 6:2, 6:3                                     |
| Amersfoort     | 2000 | Esther Vergeer (3)                           | Djoke van Marum                              | 6:1, 6:3                                     |
| Eindhoven      | 1999 | Esther Vergeer (2)                           | Maaike Smit                                  | 6:0, 6:1                                     |
| Eindhoven      | 1998 | Esther Vergeer (1)                           | Maaike Smit                                  | 6:0, 7:6                                     |
| Eindhoven      | 1997 | Maaike Smit                                  | Monique Kalkman                              | 6:3, 4:6, 7:5                                |
| Eindhoven      | 1996 | Chantal Vandierendonck                       | Daniela Di Toro                              | 6:1, 6:3                                     |
| Eindhoven      | 1995 | Monique Kalkman (2)                          | Daniela Di Toro                              | 6:1, 6:2                                     |
| Eindhoven      | 1994 | Monique Kalkman (1)                          | Chantal Vandierendonck                       | 6:1, 6:4                                     |

#### Quadriplegiker
| Austragungsort | Jahr | Sieger                                       | Finalgegner                                  | Ergebnis                                     |
| -------------- | ---- | -------------------------------------------- | -------------------------------------------- | -------------------------------------------- |
| Arnhem         | 2024 | Sam Schröder (2)                             | Niels Vink                                   | 6:4, 3:6, 4:6                                |
| Barcelona      | 2023 | Niels Vink (2)                               | Sam Schröder                                 | 6:4, 6:2                                     |
| Oss            | 2022 | Sam Schröder (1)                             | Niels Vink                                   | 6:3, 6:0                                     |
| Lake Nona      | 2021 | Niels Vink (1)                               | Sam Schröder                                 | 4:6, 7:62, 6:4                               |
| Lake Nona      | 2020 | Keine Austragung wegen der COVID-19-Pandemie | Keine Austragung wegen der COVID-19-Pandemie | Keine Austragung wegen der COVID-19-Pandemie |
| Lake Nona      | 2019 | David Wagner (11)                            | Niels Vink                                   | 6:3, 6:4                                     |
| Lake Nona      | 2018 | Dylan Alcott                                 | Andrew Lapthorne                             | 3:6, 7:5, 6:4                                |
| Loughborough   | 2017 | David Wagner (10)                            | Andrew Lapthorne                             | 6:1, 6:2                                     |
| London         | 2016 | David Wagner (9)                             | Itay Erenlib                                 | 6:4, 6:1                                     |
| London         | 2015 | David Wagner (8)                             | Lucas Sithole                                | 7:66, 6:4                                    |
| London         | 2014 | David Wagner (7)                             | Dylan Alcott                                 | 6:4, 7:5                                     |
| Mission Viejo  | 2013 | David Wagner (6)                             | Lucas Sithole                                | 0:6, 6:2, 6:2                                |
| Mechelen       | 2012 | David Wagner (5)                             | Andrew Lapthorne                             | 6:4, 6:2                                     |
| Mechelen       | 2011 | Noam Gershony                                | Andrew Lapthorne                             | 0:6, 6:3, 7:5                                |
| Amsterdam      | 2010 | Peter Norfolk (3)                            | David Wagner                                 | 6:3, 7:63                                    |
| Amsterdam      | 2009 | Peter Norfolk (2)                            | David Wagner                                 | 6:2, 7:5                                     |
| Amsterdam      | 2008 | David Wagner (4)                             | Peter Norfolk                                | 6:4, 6:1                                     |
| Amsterdam      | 2007 | David Wagner (3)                             | Johan Andersson                              | 6:1, 3:6, 6:2                                |
| Amsterdam      | 2006 | Peter Norfolk (1)                            | David Wagner                                 | 6:2, 6:2                                     |
| Amersfoort     | 2005 | David Wagner (2)                             | Nick Taylor                                  | 6:2, 6:1                                     |
| Amersfoort     | 2004 | David Wagner (1)                             | Bas van Erp                                  | 6:2, 6:3                                     |

### Doppel

#### Männer
| Austragungsort | Jahr | Sieger                                       | Finalgegner                                  | Ergebnis                                     |
| -------------- | ---- | -------------------------------------------- | -------------------------------------------- | -------------------------------------------- |
| Arnhem         | 2024 | Martín de la Puente (2) Joachim Gérard (2)   | Alfie Hewett Gordon Reid                     | 6:4, 6:2                                     |
| Barcelona      | 2023 | Alfie Hewett (2) Gordon Reid (5)             | Martín de la Puente Gustavo Fernández        | 3:6, 6:2, [10:6]                             |
| Oss            | 2022 | Martín de la Puente (1) Gustavo Fernández    | Tom Egberink Ruben Spaargaren                | 6:1, 6:2                                     |
| Lake Nona      | 2021 | Alfie Hewett (2) Gordon Reid (4)             | Stéphane Houdet Nicolas Peifer               | 6:4, 6:1                                     |
| Lake Nona      | 2020 | Keine Austragung wegen der COVID-19-Pandemie | Keine Austragung wegen der COVID-19-Pandemie | Keine Austragung wegen der COVID-19-Pandemie |
| Lake Nona      | 2019 | Stéphane Houdet (7) Nicolas Peifer (3)       | Joachim Gérard Stefan Olsson                 | 6:1, 6:2                                     |
| Bemmel         | 2018 | Stéphane Houdet (6) Nicolas Peifer (2)       | Joachim Gérard Stefan Olsson                 | 1:6, 6:3, 7:63                               |
| Bemmel         | 2017 | Alfie Hewett (1) Gordon Reid (3)             | Stéphane Houdet Nicolas Peifer               | 1:6, 6:4, 7:5                                |
| Mission Viejo  | 2016 | Stéphane Houdet (5) Nicolas Peifer (1)       | Gustavo Fernández Joachim Gérard             | 2:6, 6:2, 7:5                                |
| Mission Viejo  | 2015 | Michaël Jeremiasz (4) Gordon Reid (2)        | Joachim Gérard Stéphane Houdet               | 6:1, 6:4                                     |
| Mission Viejo  | 2014 | Joachim Gérard(1) Stéphane Houdet (4)        | Michaël Jeremiasz Gordon Reid                | 6:4, 6:1                                     |
| Mission Viejo  | 2013 | Stéphane Houdet (3) Gordon Reid (1)          | Michaël Jeremiasz Nicolas Peifer             | 6:3, 6:3                                     |
| Amsterdam      | 2012 | Stéphane Houdet (2) Shingo Kunieda           | Gordon Reid Ronald Vink                      | 6:76, 6:1, 6:2                               |
| Amsterdam      | 2011 | Tom Egberink Michaël Jeremiasz (3)           | Robin Ammerlaan Stéphane Houdet              | 6:4, 6:2                                     |
| Bergamo        | 2010 | Maikel Scheffers (3) Ronald Vink (3)         | Robin Ammerlaan Stéphane Houdet              | 7:62, 6:4                                    |
| Bergamo        | 2009 | Maikel Scheffers (2) Ronald Vink (2)         | Robin Ammerlaan Stéphane Houdet              | 6:1, 3:6, 6:0                                |
| Bergamo        | 2008 | Stefan Olsson Peter Vikström                 | Maikel Scheffers Ronald Vink                 | 6:4, 2:6, 7:5                                |
| Bergamo        | 2007 | Stéphane Houdet (1) Michaël Jeremiasz (2)    | Maikel Scheffers Ronald Vink                 | 2:6, 6:4, 6:2                                |
| Bergamo        | 2006 | Maikel Scheffers (1) Ronald Vink (1)         | Michaël Jeremiasz Jayant Mistry              | 6:2, 3:6, 6:3                                |
| Bergamo        | 2005 | Michaël Jeremiasz (1) Jayant Mistry          | Martin Legner Satoshi Saida                  | 6:1, 6:2                                     |
| Brescia        | 2004 | Martin Legner (3) Satoshi Saida (2)          | Michaël Jeremiasz Jayant Mistry              | 6:1, 3:6, 6:3                                |
| Tremosine      | 2003 | Martin Legner (2) Satoshi Saida (1)          | Michaël Jeremiasz Jayant Mistry              | 6:3, 7:65                                    |
| Tremosine      | 2002 | Kai Schrameyer Stephen Welch (2)             | Martin Legner Satoshi Saida                  | 3:6, 6:4, 6:2                                |
| Amersfoort     | 2001 | Miroslav Brychta Martin Legner (1)           | Tadeusz Kruszelnicki Jayant Mistry           | 6:3, 6:2                                     |
| Amersfoort     | 2000 | Ricky Molier Stephen Welch (1)               | Robin Ammerlaan Eric Stuurman                | 6:3, 6:1                                     |

#### Frauen
| Austragungsort | Jahr | Siegerinnen                                  | Finalgegnerinnen                             | Ergebnis                                     |
| -------------- | ---- | -------------------------------------------- | -------------------------------------------- | -------------------------------------------- |
| Arnhem         | 2024 | Wang Ziying Zhu Zhenzhen                     | Jiske Griffioen Aniek van Koot               | 1:6, 1:6                                     |
| Barcelona      | 2023 | Diede de Groot (6) Jiske Griffioen (2)       | Yui Kamiji Kgothatso Montjane                | 2:6, 1:6                                     |
| Oss            | 2022 | Diede de Groot (5) Aniek van Koot (7)        | Jiske Griffioen (1) Momoko Ohtani            | 6:0, 6:4                                     |
| Lake Nona      | 2021 | Diede de Groot (4) Aniek van Koot (6)        | Momoko Ohtani Zhu Zhenzhen                   | 6:3, 6:3                                     |
| Lake Nona      | 2020 | Keine Austragung wegen der COVID-19-Pandemie | Keine Austragung wegen der COVID-19-Pandemie | Keine Austragung wegen der COVID-19-Pandemie |
| Lake Nona      | 2019 | Diede de Groot (3) Aniek van Koot (5)        | Lucy Shuker Jordanne Whiley                  | 6:2, 6:2                                     |
| Bemmel         | 2018 | Marjolein Buis (2) Aniek van Koot (4)        | Louise Hunt Dana Mathewson                   | 6:3, 6:1                                     |
| Bemmel         | 2017 | Marjolein Buis (1) Diede de Groot (2)        | Sabine Ellerbrock Aniek van Koot             | 6:2, 6:4                                     |
| Mission Viejo  | 2016 | Diede de Groot (1) Lucy Shuker               | Louise Hunt Dana Mathewson                   | 6:3, 4:6, 6:4                                |
| Mission Viejo  | 2015 | Jiske Griffioen (7) Aniek van Koot (3)       | Yui Kamiji Jordanne Whiley                   | 7:61, 6:4                                    |
| Mission Viejo  | 2014 | Yui Kamiji (2) Jordanne Whiley (2)           | Louise Hunt Katharina Krüger                 | 6:2, 6:1                                     |
| Mission Viejo  | 2013 | Yui Kamiji (1) Jordanne Whiley (1)           | Sabine Ellerbrock Kgothatso Montjane         | 6:4, 6:1                                     |
| Amsterdam      | 2012 | Jiske Griffioen (6) Aniek van Koot (2)       | Sabine Ellerbrock Yui Kamiji                 | 6:0, 6:3                                     |
| Amsterdam      | 2011 | Esther Vergeer (9) Sharon Walraven (2)       | Jiske Griffioen Aniek van Koot               | 3:6, 7:5, 6:4                                |
| Bergamo        | 2010 | Aniek van Koot (1) Sharon Walraven (1)       | Lucy Shuker Jordanne Whiley                  | 7:5, 6:3                                     |
| Bergamo        | 2009 | Korie Homan (2) Esther Vergeer (8)           | Jiske Griffioen Aniek van Koot               | 7:62, 6:4                                    |
| Bergamo        | 2008 | Jiske Griffioen (5) Esther Vergeer (7)       | Florence Gravellier Lucy Shuker              | 6:3, 6:0                                     |
| Bergamo        | 2007 | Jiske Griffioen (4) Esther Vergeer (6)       | Korie Homan Maaike Smit                      | 6:3, 6:3                                     |
| Bergamo        | 2006 | Jiske Griffioen (3) Esther Vergeer (5)       | Korie Homan Lucy Shuker                      | 6:3, 6:3                                     |
| Bergamo        | 2005 | Jiske Griffioen (2) Esther Vergeer (4)       | Florence Gravellier Maaike Smit              | 6:1, 6:2                                     |
| Brescia        | 2004 | Jiske Griffioen (1) Korie Homan (1)          | Brigitte Ameryckx Sharon Walraven            | 6:4, 6:2                                     |
| Tremosine      | 2003 | Maaike Smit (4) Esther Vergeer (3)           | Jiske Griffioen Sharon Walraven              | 6:2, 6:2                                     |
| Tremosine      | 2002 | Maaike Smit (3) Esther Vergeer (2)           | Betty Klave Djoke van Marum                  | 7:62, 7:3                                    |
| Amersfoort     | 2001 | Maaike Smit (2) Esther Vergeer (1)           | Betty Klave Djoke van Marum                  | 7:5, 7:5                                     |
| Amersfoort     | 2000 | Daniela Di Toro Maaike Smit (1)              | Esther Vergeer Sonja Peters                  | 7:5, 7:5                                     |

#### Quadriplegiker
| Austragungsort | Jahr | Sieger                                       | Finalgegner                                  | Ergebnis                                     |
| -------------- | ---- | -------------------------------------------- | -------------------------------------------- | -------------------------------------------- |
| Arnhem         | 2024 | Sam Schröder (4) Niels Vink (5)              | Guy Sasson David Wagner                      | 6:3, 6:0                                     |
| Barcelona      | 2023 | Sam Schröder (3) Niels Vink (4)              | Heath Davidson Robert Shaw                   | 6:1, 6:1                                     |
| Oss            | 2022 | Sam Schröder (2) Niels Vink (3)              | Heath Davidson Robert Shaw                   | 6:1, 6:0                                     |
| Lake Nona      | 2021 | Sam Schröder (1) Niels Vink (2)              | Nick Taylor David Wagner                     | 6:0, 6:1                                     |
| Lake Nona      | 2020 | Keine Austragung wegen der COVID-19-Pandemie | Keine Austragung wegen der COVID-19-Pandemie | Keine Austragung wegen der COVID-19-Pandemie |
| Lake Nona      | 2019 | Heath Davidson Niels Vink (1)                | Kim Kyu-seung Kōji Sugeno                    | 4:6, 7:5, 6:2                                |
| Bemmel         | 2018 | Nick Taylor (11) David Wagner (11)           | Antony Cotterill Andrew Lapthorne            | 6:4, 7:66                                    |
| Bemmel         | 2017 | Nick Taylor (10) David Wagner (10)           | Antony Cotterill Andrew Lapthorne            | 6:4, 6:3                                     |
| Mission Viejo  | 2016 | Antony Cotterill Andrew Lapthorne (2)        | Nick Taylor David Wagner                     | 7:5, 1:6, 6:3                                |
| Mission Viejo  | 2015 | David Wagner (9) Nick Taylor (9)             | Jamie Burdekin Andrew Lapthorne              | 6:4, 3:6, 6:3                                |
| Mission Viejo  | 2014 | David Wagner (8) Nick Taylor (8)             | Jamie Burdekin Andrew Lapthorne              | 6:4, 4:6, 6:3                                |
| Mission Viejo  | 2013 | David Wagner (7) Nick Taylor (7)             | Greg Hasterok Sarah Hunter                   | 6:1, 6:3                                     |
| Amsterdam      | 2012 | David Wagner (6) Nick Taylor (6)             | Antonio Raffaele Shraga Weinberg             | 6:1, 6:4                                     |
| Amsterdam      | 2011 | David Wagner (5) Nick Taylor (5)             | Antonio Raffaele Dorrie Timmermans-van Hall  | 7:5, 6:4                                     |
| Bergamo        | 2010 | Andrew Lapthorne (1) Peter Norfolk           | David Wagner Nick Taylor                     | 4:6, 6:1, 6:3                                |
| Bergamo        | 2009 | David Wagner (4) Nick Taylor (4)             | Shraga Weinberg Dorrie Timmermans-van Hall   | 6:1, 6:0                                     |
| Bergamo        | 2008 | Johan Andersson Bas van Erp                  | David Wagner Nick Taylor                     | 3:6, 6:2, 6:3                                |
| Bergamo        | 2007 | David Wagner (3) Nick Taylor (3)             | Johan Andersson Christer Jansson             | 6:4, 7:67                                    |
| Bergamo        | 2006 | David Wagner (2) Nick Taylor (2)             | Monique de Beer Dorrie Timmermans-van Hall   | 6:2, 6:2                                     |
| Bergamo        | 2005 | David Wagner (1) Nick Taylor (1)             | Giuseppe Polidori Antonio Raffaele           | 6:3, 6:75, 7:5                               |
| Brescia        | 2004 | Sarah Hunter (2) Peter Norfolk (2)           | Giuseppe Polidori Antonio Raffaele           | 6:1, 6:3                                     |
| Tremosine      | 2003 | Sarah Hunter (1) Peter Norfolk (1)           | Rick Draney David Wagner                     | 6:4, 6:1                                     |